# 劉敷
刘敷（？—316年），中国五胡十六国漢國皇族。新兴（今山西省忻州）匈奴人。刘聪子。
312年，封渤海王，拜大将军。316年，被靳准诬陷和皇太弟刘乂谋反作乱，和河间王刘易上表弹劾常侍王沈矫诏诬陷忠臣，结党擅权，请罢官治罪，相国刘粲护卫王沈。因为刘聪朝政混乱，哭着劝谏不成反被刘聪斥责“早晚都哭，是不是想让你爹我早死”，忧愤而亡。

## 资料来源
- 《资治通鉴》晋纪九